# 莉萨·苏伊赫科宁
莉萨·苏伊赫科宁（芬蘭語：Liisa Suihkonen，1943年9月27日—），芬兰女子越野滑雪运动员。她曾代表芬兰参加1968年和1976年冬季奥林匹克运动会越野滑雪比赛，获得一枚银牌。